# Bisdom Arlington

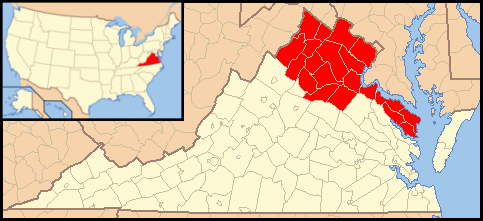
De bisdommen Arlington (rood) en Richmond (geel) binnen de staat Virginia

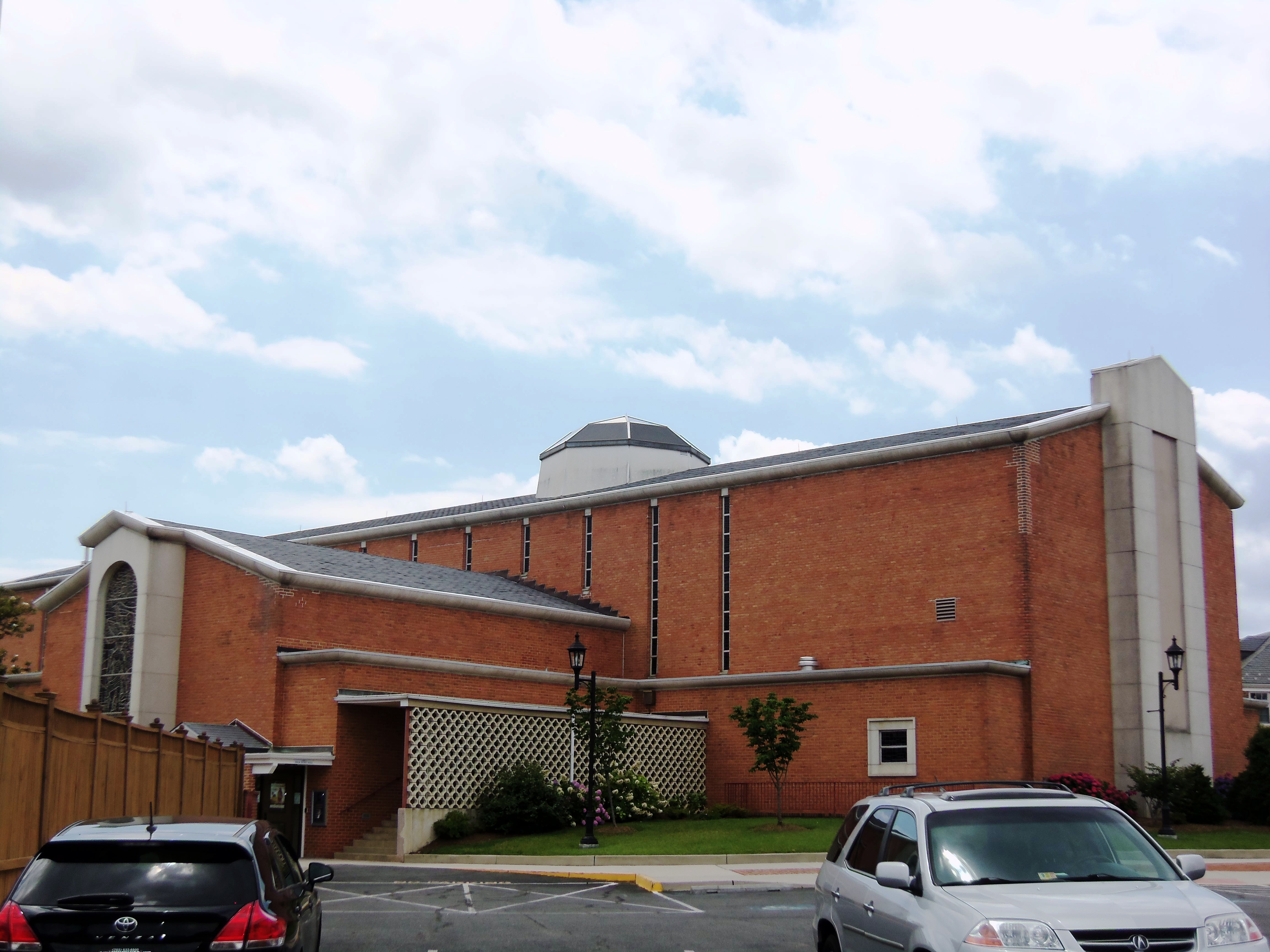
De Sint-Thomas Morekathedraal van Arlington

Het bisdom Arlington (Latijn: Dioecesis Arlingtonensis) is een rooms-katholiek bisdom met als zetel Arlington in Virginia. Het is een suffragaan bisdom van het aartsbisdom Baltimore. Het bisdom werd opgericht in 1974.
In 2018 telde het bisdom 71 parochies. Het bisdom heeft een oppervlakte van 16.935 km2 en omvat de county's Arlington, Clarke, Culpeper, Fairfax, Fauquier, Frederick, King George, Lancaster, Loudoun, Madison, Northumberland, Orange, Page, Prince William, Rappahannock, Richmond, Shenandoah, Spotsylvania, Stafford, Warren en Westmoreland. Het bisdom telde in 2018 3.248.901 inwoners waarvan 14,3% rooms-katholiek was. 

## Geschiedenis
Al rond 1570 waren Spaanse katholieke missionarissen actief in Virginia, maar de eerste georganiseerde katholieke gemeenschap werd gesticht in 1647 door Giles Brent, gouverneur van Maryland, en zijn zuster Margaret. In 1650 werd de apostolische prefectuur Virginia opgericht en werd het een missiegebied van de kapucijnen. Tussen 1607 en 1786 was de Katholieke Kerk verboden in Virginia, maar ook nadien hadden katholieken te kampen met discriminatie. Het bisdom Richmond werd opgericht in 1820 en omvatte de hele staat Virginia en ook West Virginia. Na de Burgeroorlog werden aparte parochies en katholieke scholen opgezet voor zwarte katholieken. Vanaf de jaren 1960 werden deze zwarte gemeenschappen vanuit het bisdom geïntegreerd in de blanke katholieke gemeenschappen. Dit leidde soms tot tegenstand van de zwarte katholieken omdat die bang waren hun eigenheid te verliezen.
In 1974 werd Arlington een bisdom en werd de Sint-Thomas Morekerk van Arlington verheven tot kathedraal. Thomas J. Welsh, tot dan hulpbisschop van Philadelphia, werd de eerste bisschop. Het bisdom telde bij oprichting 49 parochies.

## Bisschoppen
- Thomas Jerome Welsh (1974-1983)
- John Richard Keating (1983-1998)
- Paul Stephen Loverde (1999-2016)
- Michael Francis Burbidge (2016-)